# Dead Inside (Muse)
Dead Inside è un singolo del gruppo musicale britannico Muse, pubblicato il 23 marzo 2015 come primo estratto dal settimo album in studio Drones.

## Descrizione
Dead Inside è il brano d'apertura di Drones e, secondo quanto dichiarato dal frontman Matthew Bellamy attraverso il sito ufficiale del gruppo, «Questo è dove comincia la storia dell'album, dove il protagonista perde la speranza e diviene "morto dentro", quindi vulnerabile alle forze oscure introdotte in Psycho e che scaturiscono negli altri pochi brani nell'album, prima di riuscire finalmente a debellarle, ribellandosi e sovrastando queste forze oscure più avanti nella storia.»

## Pubblicazione
Il singolo è stato menzionato per la prima volta dal gruppo in concomitanza con l'annuncio di Drones e pubblicato il 23 marzo 2015 per la rotazione radiofonica, data nel quale è stato presentato anche il lyric video diretto da Tom Kirk.
Il 12 maggio è stato invece pubblicato il CD singolo, contenente come b-side il brano Psycho.

## Video musicale
Il 3 aprile 2015 i Muse hanno pubblicato alcuni fotogrammi del videoclip attraverso Instagram. Due giorni più tardi, i ballerini Kathryn McCormick e Will Wingfield hanno confermato la loro partecipazione nel videoclip.
Diretto da Robert Hales, il videoclip è stato infine pubblicato il 28 aprile 2015 attraverso il canale YouTube del gruppo e alterna scene del gruppo eseguire il brano con altre in cui i due ballerini eseguono una coreografia.

## Tracce
Download digitale
1. Dead Inside – 4:22

CD promozionale (Francia)
1. Dead Inside (Radio Edit) – 3:50

CD singolo (Europa, Stati Uniti)
1. Dead Inside – 4:22
2. Psycho – 5:16

## Formazione
Gruppo
- Matthew Bellamy – voce, chitarra, pianoforte, sintetizzatore modulare
- Chris Wolstenholme – basso, cori
- Dominic Howard – batteria

Altri musicisti
- Olle "Sven" Romo – programmazione aggiuntiva

Produzione
- Robert John "Mutt" Lange – produzione
- Muse – produzione
- Tommaso Colliva – produzione aggiuntiva, ingegneria del suono, ingegneria sintetizzatori modulari
- Rich Costey – produzione aggiuntiva, missaggio
- Adam Greenholtz – ingegneria del suono aggiuntiva
- Eric Moshes – assistenza ingegneria del suono
- Tom Baley – assistenza ingegneria del suono
- John Prestage – assistenza ingegneria del suono
- Giuseppe Salvagoni – assistenza ingegneria del suono
- Jacopo Dorigi – assistenza ingegneria del suono
- Martin Cooke – assistenza tecnica
- Nick Fourier – assistenza tecnica
- Mario Borgatta – assistenza missaggio
- Bob Ludwig – mastering
- Matt Mahurin – direzione artistica

## Classifiche
| Classifica (2015)                | Posizione massima |
| -------------------------------- | ----------------- |
| Belgio (Fiandre)                 | 49                |
| Belgio (Vallonia)                | 28                |
| Canada                           | 94                |
| Finlandia                        | 26                |
| Francia                          | 23                |
| Giappone                         | 92                |
| Italia                           | 53                |
| Regno Unito                      | 71                |
| Regno Unito (rock & metal)       | 1                 |
| Stati Uniti                      | 111               |
| Stati Uniti (alternative)        | 1                 |
| Stati Uniti (mainstream rock)    | 10                |
| Stati Uniti (rock & alternative) | 10                |
| Svizzera                         | 44                |